# Route nationale 6 (Belgique)
Pour les articles homonymes, voir N6 et Route nationale 6.
La route nationale 6 est une route reliant Bruxelles à Maubeuge en passant par Soignies et Mons. La vitesse limite est en général de 50 à 90 km/h et comprend deux, trois voire quatre bandes de circulation. La route est prolongée à la frontière par la route nationale française 2 pour aller vers Maubeuge. À hauteur de Hal, cette route fusionne avec la route nationale 7 provenant de Tournai.
Une importante section de la nationale est formée par la chaussée de Mons.

## Histoire
La route entre Bruxelles et Mons a été construite par l'occupant français pendant la guerre de Succession d'Espagne entre 1704 et 1718. La route était donc l'une des premières routes pavées des Pays-Bas du Sud. Le tronçon entre Anderlecht et Hal a été construit vers la période 1704-1706.  En 1811 , la route fut choisie comme routes impériale par l' empereur français Napoléon Bonaparte . Cette Route impériale menait de Paris à Amsterdam . Avant 1985, cette route s'appelait N7, c'est pourquoi l'autoroute de remplacement s'appelait A7 . L'« ancienne » N6 partait de Waterloo, où elle se séparait de la N5 , et allait jusque Beaumont via Nivelles, Chapelle-lez-Herlaimont , Anderlues et Thuin .

## Localités traversées
- Bruxelles
- Anderlecht
- Leeuw-Saint-Pierre
- Lot
- Hal
- Lembecq
- Tubize
- Hennuyères
- Braine-le-Comte
- Soignies
- Casteau
- Maisières
- Nimy
- Mons
- Hyon
- Ciply
- Mesvin
- Nouvelles
- Asquillies
- Quévy-le-Grand
- Havay